# Premio Hugo per la miglior rappresentazione drammatica, forma lunga
Il premio Hugo per la migliore rappresentazione drammatica, forma lunga (Hugo Award for Best Dramatic Presentation, Long Form) è un riconoscimento che, in base al regolamento della manifestazione, viene assegnato ad una rappresentazione drammatica di fantascienza o fantasy la cui durata sia superiore a novanta minuti (esclusa la pubblicità). Il prodotto può essere realizzato su qualsiasi media inclusi cinema, televisione, teatro, videogiochi o musica. Il termine "drammatico" è inteso, nel senso classico del termine, come un qualsiasi componimento destinato alla scena, sia esso una tragedia o una commedia.
Il premio è stato creato nel 2003, dividendo il Premio Hugo per la miglior rappresentazione drammatica a seconda della lunghezza dell'opera. Per le opere di durata inferiore novanta minuti è istituito il premio per le opere brevi (Hugo Award for Best Dramatic Presentation, Short Form).

## Vincitori e candidati

### Anni 2000
- 2003
  - Il Signore degli Anelli - Le due torri (The Lord of the Rings: The Two Towers) - diretto da Peter Jackson, sceneggiatura di Fran Walsh, Phillippa Boyens, Stephen Sinclair e Peter Jackson, tratto dal romanzo di J. R. R. Tolkien. New Line Cinema
  - Harry Potter e la camera dei segreti (Harry Potter and the Chamber of Secrets) - diretto da Chris Columbus, sceneggiatura di Steve Kloves, tratto dal romanzo di J. K. Rowling. Warner Bros.
  - Minority Report - diretto da Steven Spielberg, sceneggiatura di Scott Frank e Jon Cohen, tratto da una storia di Philip K. Dick. 20th Century Fox & DreamWorks SKG
  - Spider-Man - diretto da Sam Raimi, sceneggiatura di David Koepp. Columbia Pictures
  - La città incantata (千と千尋の神隠し) - diretto da Hayao Miyazaki, sceneggiatura di Hayao Miyazaki. Studio Ghibli & Walt Disney Pictures
- 2004
  - Il Signore degli Anelli - Il ritorno del re (The Lord of the Rings: The Return of the King) - diretto da Peter Jackson, sceneggiatura di Fran Walsh, Philippa Boyens e Peter Jackson, tratto dal romanzo di J. R. R. Tolkien. New Line Cinema
  - 28 giorni dopo (28 Days Later) - diretto da Danny Boyle, scritto da Alex Garland. DNA Films/Fox Searchlight
  - Alla ricerca di Nemo (Finding Nemo) - diretto da Andrew Stanton e Lee Unkrich, sceneggiatura di Andrew Stanton, Bob Peterson e David Reynolds, storia di Andrew Stanton. Pixar/Walt Disney Pictures
  - La maledizione della prima luna (Pirates of the Caribbean: The Curse of the Black Pearl) - diretto da Gore Verbinski, sceneggiatura di Ted Elliott e Terry Rossio, storia di Ted Elliott, Terry Rossio, Stuart Beattie e Jay Wolpert. Walt Disney Pictures
  - X-Men 2 (X2: X-Men United) - diretto da Bryan Singer, sceneggiatura di Michael Dougherty, Dan Harris e David Hayter, storia di Zak Penn, David Hayter e Bryan Singer. 20th Century Fox/Marvel
- 2005
  - Gli Incredibili - Una "normale" famiglia di supereroi (The Incredibles) - scritto e diretto da Brad Bird. Walt Disney Pictures / Pixar Animation Studios
  - Se mi lasci ti cancello (Eternal Sunshine of the Spotless Mind) - storia di Charlie Kaufman, Michel Gondry e Pierre Bismuth, sceneggiatura di Charlie Kaufman, diretto da Michel Gondry. Focus Features
  - Harry Potter e il prigioniero di Azkaban (Harry Potter and the Prisoner of Azkaban) - scritto da Steve Kloves, tratto dal romanzo di J. K. Rowling, diretto da Alfonso Cuarón. Warner Brothers
  - Sky Captain and the World of Tomorrow - scritto e diretto da Kerry Conran. Paramount Pictures
  - Spider-Man 2 - storia di Alfred Gough, Miles Millar e Michael Chabon, sceneggiatura di Alvin Sargent, diretto da Sam Raimi. Sony Pictures Entertainment / Columbia Pictures
- 2006
  - Serenity - scritto e diretto da Joss Whedon. Universal Pictures/Mutant Enemy, Inc
  - Batman Begins - diretto da Christopher Nolan, storia di David S. Goyer, sceneggiatura di Christopher Nolan e David S. Goyer. Warner Bros.
  - Le cronache di Narnia - Il leone, la strega e l'armadio (The Chronicles of Narnia: The Lion, the Witch and the Wardrobe) - diretto da Andrew Adamson, sceneggiatura di Ann Peacock, Andrew Adamson, Christopher Markus e Stephen McFeely, tratto dal romanzo di C. S. Lewis. Walt Disney Pictures/Walden Media
  - Harry Potter e il calice di fuoco (Harry Potter and the Goblet of Fire) - diretto da Mike Newell, sceneggiatura di Steve Kloves, tratto dal romanzo di J. K. Rowling. Warner Bros.
  - Wallace & Gromit - La maledizione del coniglio mannaro (Wallace & Gromit: The Curse of the Were-Rabbit) - diretto da Nick Park e Steve Box, sceneggiatura di Steve Box, Nick Park, Bob Baker e Mark Burton. Dreamworks Animation/Aardman Animation
- 2007
  - Il labirinto del fauno (El laberinto del fauno) - sceneggiatura di Guillermo del Toro, diretto da Guillermo del Toro. Picturehouse
  - I figli degli uomini (Children of Men) - sceneggiatura di Alfonso Cuarón e Timothy J. Sexton, diretto da Alfonso Cuarón. Universal Pictures
  - The Prestige - sceneggiatura di Jonathan Nolan e Christopher Nolan, diretto da Christopher Nolan. Touchstone Pictures
  - A Scanner Darkly - Un oscuro scrutare (A Scanner Darkly) - sceneggiatura di Richard Linklater, diretto da Richard Linklater. Warner Independent Pictures
  - V per Vendetta (V for Vendetta) - sceneggiatura di Andy Wachowski e Larry Wachowski, diretto da James McTeigue. Warner Bros.
- 2008
  - Stardust - scritto da Jane Goldman & Matthew Vaughn, tratto dal romanzo di Neil Gaiman, diretto da Matthew Vaughn. Paramount Pictures
  - Come d'incanto (Enchanted) - scritto da Bill Kelly, diretto da Kevin Lima. Walt Disney Pictures
  - La bussola d'oro (The Golden Compass) - scritto da Chris Weitz, tratto dal romanzo di Philip Pullman, diretto da Chris Weitz. New Line Cinema
  - Harry Potter e l'Ordine della Fenice (Harry Potter and the Order of the Phoenix) - scritto da Michael Goldenberg, tratto dal romanzo di J. K. Rowling, diretto da David Yates. Warner Bros. Pictures
  - Heroes (Heroes), Stagione 1 - creato da Tim Kring. NBC Universal Television/Tailwind Productions
- 2009
  - WALL•E - scritto da Andrew Stanton e Jim Reardon, diretto da Andrew Stanton. Pixar/Walt Disney Pictures
  - Il cavaliere oscuro (The Dark Knight) - scritto da Jonathan Nolan e Christopher Nolan, storia di David S. Goyer e Christopher Nolan, diretto da Christopher Nolan. Warner Bros. Pictures
  - Hellboy: The Golden Army (Hellboy II: The Golden Army) - scritto & diretto da Guillermo del Toro. Dark Horse Entertainment/Universal Studios
  - Iron Man - scritto da Mark Fergus, Hawk Ostby, Art Marcum e Matt Holloway, diretto da Jon Favreau. Paramount Pictures/Marvel Studios
  - METAtropolis - storia di John Scalzi, Elizabeth Bear, Jay Lake, Tobias S. Buckell e Karl Schroeder. Audible.com

### Anni 2010
- 2010
  - Moon - scritto da Nathan Parker, storia di Duncan Jones, diretto da Duncan Jones. Liberty Films
  - Avatar - scritto e diretto da James Cameron. 20th Century Fox
  - District 9 - scritto da Neill Blomkamp e Terri Tatchell, diretto da Neill Blomkamp. TriStar Pictures
  - Star Trek - scritto da Roberto Orci e Alex Kurtzman, diretto da J. J. Abrams. Paramount Pictures
  - Up - scritto da Pete Docter, Bob Peterson e Jonas Rivera, diretto da Pete Docter e Bob Peterson. Pixar/Walt Disney Pictures
- 2011
  - Inception - scritto e diretto da Christopher Nolan. Warner Bros. Pictures
  - Harry Potter e i Doni della Morte - Parte 1 (Harry Potter and the Deathly Hallows - Part 1) - scritto da Steve Kloves, diretto da David Yates. Warner Bros. Pictures
  - Dragon Trainer (How to Train Your Dragon) - scritto da Chris Sanders, William Davies, Dean DeBlois, diretto da Chris Sanders e Dean DeBlois. DreamWorks Animation
  - Scott Pilgrim vs. the World - scritto da Edgar Wright e Michael Bacall, diretto da Edgar Wright. Universal Studios
  - Toy Story 3 - La grande fuga (Toy Story 3) - scritto da Michael Arndt, diretto da Lee Unkrich. Pixar/Walt Disney Studios
- 2012
  - Il Trono di Spade (Game of Thrones), Stagione 1 - creato da David Benioff e D. B. Weiss. HBO
  - Captain America - Il primo Vendicatore (Captain America: The First Avenger) - scritto da Christopher Markus e Stephen McFeely, diretto da Joe Johnston. Paramount Pictures/Marvel Studios
  - Harry Potter e i Doni della Morte - Parte 2 (Harry Potter and the Deathly Hallows - Part 2) - scritto da Steve Kloves, diretto da David Yates. Warner Bros. Pictures
  - Hugo Cabret (Hugo) - scritto da John Logan, diretto da Martin Scorsese. Paramount Pictures
  - Source Code - scritto da Ben Ripley, diretto da Duncan Jones. Summit Entertainment
- 2013
  - The Avengers - scritto e diretto da Joss Whedon. Paramount Pictures/Marvel Studios
  - Quella casa nel bosco (The Cabin in the Woods) - scritto da Joss Whedon e Drew Goddard, diretto da Drew Goddard. Mutant Enemy Productions/Lions Gate Entertainment
  - Lo Hobbit - Un viaggio inaspettato (The Hobbit: An Unexpected Journey) - scritto da Peter Jackson, Fran Walsh, Guillermo del Toro e Philippa Boyens, diretto da Peter Jackson, WingNut Films/New Line Cinema/Metro-Goldwyn-Mayer/Warner Bros. Pictures
  - Hunger Games (The Hunger Games) - scritto da Gary Ross, Suzanne Collins e Billy Ray, diretto da Gary Ross. Lions Gate Entertainment/Color Force
  - Looper - scritto & diretto da Rian Johnson. FilmDistrict/EndGame Entertainment
- 2014
  - Gravity - scritto da Alfonso Cuarón e Jonás Cuarón, diretto da Alfonso Cuarón. Esperanto Filmoj/Heyday Films/Warner Bros. Pictures
  - Frozen - Il regno di ghiaccio (Frozen) - scritto da Jennifer Lee, Shane Morris e Chris Buck, diretto da Chris Buck e Jennifer Lee. Walt Disney Studios Motion Pictures
  - Hunger Games: La ragazza di fuoco (The Hunger Games: Catching Fire) - scritto da Michael Arndt e Simon Beaufoy, diretto da Francis Lawrence. Lions Gate Entertainment/Color Force
  - Iron Man 3 - scritto da Shane Black e Drew Pearce, diretto da Shane Black. Marvel Studios/DMG Entertainment/Paramount Pictures
  - Pacific Rim - scritto da Guillermo del Toro e Travis Beacham, diretto da Guillermo del Toro. Legendary Pictures/Warner Bros. Pictures
- 2015
  - Guardiani della Galassia (Guardians of the Galaxy) - scritto da James Gunn e Nicole Perlman, diretto da James Gunn. Marvel Studios/Moving Picture Company
  - Captain America: The Winter Soldier - scritto da Christopher Markus, Stephen McFeely e Chris Buck, diretto da Anthony e Joe Russo, storia originale di Ed Brubaker. Marvel Studios/Perception/Sony Pictures Imageworks
  - Edge of Tomorrow - Senza domani (Edge of Tomorrow) - scritto da Christopher McQuarrie, Jez Butterworth e John-Henry Butterworth, diretto da Doug Liman. Village Roadshow/RatPac-Dune Entertainment/3 Arts Entertainment/Viz Productions
  - Interstellar - scritto da Christopher Nolan e Jonathan Nolan, diretto da Christopher Nolan. Paramount Pictures/Warner Bros. Pictures/Legendary Pictures/Lynda Obst Productions/Syncopy
  - The LEGO Movie - scritto e diretto da Phil Lord e Christopher Miller, storia originale di Dan Hageman e Kevin Hageman. Warner Bros. Pictures/Village Roadshow/RatPac-Dune Entertainment/LEGO System A/S/Vertigo Entertainment/Lin Pictures
- 2016
  - Sopravvissuto - The Martian (The Martian) - scritto da Drew Goddard, diretto da Ridley Scott, romanzo originale di Andy Weir. Scott Free Productions/Kinberg Genre/TSG Entertainment/20th Century Fox
  - Avengers: Age of Ultron - scritto e diretto da Joss Whedon. Marvel Studios/Walt Disney Studios Motion Pictures
  - Ex Machina - scritto e diretto da Alex Garland. Film4/DNA Films/Universal Pictures
  - Mad Max: Fury Road - scritto da George Miller, Brendan McCarthy e Nico Lathouris, diretto da George Miller. Village Roadshow Pictures/Kennedy Miller Mitchell/RatPac-Dune Entertainment/Warner Bros. Pictures
  - Star Wars - Il risveglio della Forza (Star Wars: The Force Awakens) - scritto da J. J. Abrams, Lawrence Kasdan e Michael Arndt, diretto da J. J. Abrams. Lucasfilm Ltd./Bad Robot Productions/Walt Disney Studios Motion Pictures
- 2017
  - Arrival - scritto da Eric Heisserer, diretto da Denis Villeneuve, storia originale di Ted Chiang. 21 Laps Entertainment/FilmNation Entertainment/Lava Bear Films
  - Deadpool - scritto da Rhett Reese e Paul Wernick, diretto da Tim Miller. Twentieth Century Fox Film Corporation/Marvel Entertainment/Kinberg Genre/The Donners' Company/TSG Entertainment
  - Ghostbusters - scritto da Paul Feig e Katie Dippold, diretto da Paul Feig. Columbia Pictures/LStar Capital/Village Roadshow Pictures/Pascal Pictures/Feigco Entertainment/Ghostcorps/The Montecito Picture Company
  - Il diritto di contare (Hidden Figures) - scritto da Theodore Melfi e Allison Schroeder, diretto da Theodore Melfi. Fox 2000 Pictures/Chernin Entertainment/Levantine Films/TSG Entertainment
  - Rogue One: A Star Wars Story - scritto da Chris Weitz e Tony Gilroy, diretto da Gareth Edwards. Lucasfilm/Allison Shearmur Productions/Black Hangar Studios/Stereo D/Walt Disney Pictures
  - Stranger Things, Stagione 1 - creato da Matt e Ross Duffer. 21 Laps Entertainment/Monkey Massacre
- 2018
  - Wonder Woman - scritto da Allan Heinberg, diretto da Patty Jenkins, storia originale di Zack Snyder e Jason Fuchs. DC Films/Warner Brothers
  - Blade Runner 2049 - scritto da Hampton Fancher e Michael Green, diretto da Denis Villeneuve. Alcon Entertainment/Bud Yorkin Productions/Torridon Films/Columbia Pictures
  - Scappa - Get Out (Get Out) - scritto e diretto da Jordan Peele. Blumhouse Productions/Monkeypaw Productions/QC Entertainment
  - La forma dell'acqua - The Shape of Water (The Shape of Water) - scritto da Guillermo del Toro e Vanessa Taylor, diretto da Guillermo del Toro. TSG Entertainment/Disney Double Dare You/Fox Searchlight Pictures
  - Star Wars - Gli ultimi Jedi (Star Wars: The Last Jedi) - scritto e diretto da Rian Johnson. Lucasfilm
  - Thor: Ragnarok - scritto da Eric Pearson, Craig Kyle e Christopher Yost, diretto da Taika Waititi. Marvel Studios
- 2019
  - Spider-Man - Un nuovo universo (Spider-Man: Into the Spider-Verse) - scritto da Rodney Rothman e Phil Lord, diretto da Bob Persichetti, Peter Ramsey e Rodney Rothman. Sony
  - Annientamento (Annihilation) - scritto e diretto da Alex Garland, storia originale di Jeff VanderMeer. Paramount Pictures/Skydance Media
  - Avengers: Infinity War - diretto da Anthony e Joe Russo, scritto da Christopher Markus e Stephen McFeely. Marvel Studios
  - Black Panther - scritto da Ryan Coogler e Joe Robert Cole, diretto da Ryan Coogler. Marvel Studios
  - A Quiet Place - Un posto tranquillo (A Quiet Place) - scritto da John Krasinski, Scott Beck e Bryan Woods, diretto da John Krasinski. Platinum Dunes/Sunday Night
  - Sorry to Bother You - scritto e diretto da Boots Riley. Annapurna Pictures

### Anni 2020
- 2020
  - Good Omens, Stagione 1 - scritto da Neil Gaiman, storia originale di Neil Gaiman e Terry Pratchett, diretto da Douglas Mackinnon. Amazon Studios
  - Avengers: Endgame - diretto da Anthony e Joe Russo, scritto da Christopher Markus e Stephen McFeely. Marvel Studios
  - Captain Marvel - scritto e diretto da Anna Boden e Ryan Fleck, scritto da Geneva Robertson-Dworet. Marvel Studios
  - Russian Doll, Stagione 1 - scritto e diretto da Natasha Lyonne, Leslye Headland, scritto da Amy Poehler, diretto da Jamie Babbit. Netflix
  - Star Wars - L'ascesa di Skywalker (Star Wars: The Rise of Skywalker) - scritto e diretto da J. J. Abrams, scritto da Chris Terrio. Lucasfilm
  - Noi (Us) - scritto e diretto da Jordan Peele. Monkeypaw Productions
- 2021
  - The Old Guard - scritto da Greg Rucka, diretto da Gina Prince-Bythewood. Netflix/Skydance Media
  - Birds of Prey e la fantasmagorica rinascita di Harley Quinn (Birds of Prey and the Fantabulous Emancipation of One Harley Quinn) - scritto da Christina Hodson, diretto da Cathy Yan. Warner Bros.
  - Eurovision Song Contest - La storia dei Fire Saga (Eurovision Song Contest: The Story of Fire Saga) - scritto da Will Ferrell e Andrew Steele, diretto da David Dobkin. EBU/Netflix
  - Palm Springs - Vivi come se non ci fosse un domani (Palm Springs) - scritto da Andy Siara, diretto da Max Barbakow. Limelight/Sun Entertainment Culture/The Lonely Island/Culmination Productions/Neon/Hulu/Amazon Prime
  - Soul - scritto e diretto da Pete Docter, Kemp Powers, scritto da Mike Jones, prodotto da Dana Murray. Pixar Animation Studios/Walt Disney Pictures
  - Tenet - scritto e diretto da Christopher Nolan. Warner Bros./Syncopy
- 2022
  - Dune - scritto da Jon Spaihts, Eric Roth, scritto e diretto da Denis Villeneuve, storia originale di Frank Herbert. Warner Bros./Legendary Entertainment
  - Encanto - scritto e diretto da Jared Bush e Charise Castro Smith, diretto da Byron Howard. Walt Disney Studios Motion Pictures
  - Sir Gawain e il Cavaliere Verde (The Green Knight) - scritto e diretto da David Lowery. BRON Studios/A24
  - Shang-Chi e la leggenda dei Dieci Anelli (Shang-Chi and the Legend of the Ten Rings) - scritto da David Callaham e Andrew Lanham, scritto e diretto da Destin Daniel Cretton. Walt Disney Studios Motion Pictures
  - Space Sweepers - scritto e diretto da Jo Sung-hee. Bidangil Pictures
  - WandaVision - creato da Jac Schaeffer, diretto da Matt Shakman. Disney+
- 2023
  - Everything Everywhere All at Once - scritto e diretto da Daniel Kwan e Daniel Scheinert. IAC Films/Gozie AGBO
  - Avatar - La via dell'acqua (Avatar: The Way of Water) - scritto e diretto da James Cameron, scritto da Rick Jaffa e Amanda Silver. Lightstorm Entertainment/TSG Entertainment II
  - Black Panther: Wakanda Forever - scritto e diretto da Ryan Coogler, scritto da Joe Robert Cole. Marvel Studios
  - Nope - scritto e diretto da Jordan Peele. Universal Pictures/Monkeypaw Productions
  - Scissione (Severance), Stagione 1 - diretto da Ben Stiller e Aoife McArdle, creato e scritto da Dan Erickson, scritto da Anna Ouyang Moench, Andrew Colville, Kari Drake, Amanda Overton, Helen Leigh e Chris Black. Red Hour Productions/Fifth Season
  - Red (Turning Red) - scritto e diretto da Domee Shi, scritto da Julia Cho. Walt Disney Studios/Pixar Animation Studios
- 2024
  - Dungeons & Dragons - L'onore dei ladri (Dungeons & Dragons: Honor Among Thieves) - scritto e diretto da John Francis Daley e Jonathan Goldstein, scritto da Michael Gilio. Paramount Pictures
  - Barbie - scritto e diretto da Greta Gerwig, scritto da Noah Baumbach. Warner Bros.
  - Nimona - diretto da Nick Bruno e Troy Quane, scritto da Robert L. Baird e Lloyd Taylor. Annapurna Animation
  - Povere creature! (Poor Things) - diretto da Yorgos Lanthimos, scritto da Tony McNamara. Element Pictures
  - Spider-Man: Across the Spider-Verse - diretto da Joaquim Dos Santos, Kemp Powers e Justin K. Thompson, scritto da Phil Lord, Christopher Miller e Dave Callaham. Columbia Pictures/Marvel Entertainment/Avi Arad Productions/Lord Miller/Pascal Pictures/Sony Pictures Animation
  - The Wandering Earth - L'inizio (流浪地球2) - scritto e diretto da Frant Gwo, scritto da Yang Zhixue e Wang Hongwei, storia originale di Liu Cixin. CFC Pictures/G!Film (Beijing) Studio Co./Beijing Dengfeng International Culture Communication Co./China Film Co.